# Убра
Убра — село (аул) в Лакском районе Дагестана. Входит в состав сельского поселения «Сельсовет «Кумухский»».

## Географическое положение
Село расположено в 1,5 км к северо-западу от районного центра — села Кумух.

## Население
Ошибка Lua в Модуль:Statistical на строке 177: attempt to index local 'page' (a nil value).

## Достопримечательности
Мечеть — предположительно построена в 1303 году.

## Известные уроженцы
- Муслимова, Миясат Шейховна (род. в 1960) — дагестанский российский публицист, поэт, переводчик и литературный критик.[2]